# Casa di Conti
Casa di Conti é uma empresa brasileira de capital fechado do ramo de bebidas. Fundada por Maria Pagotti Conte, em 1947 a empresa tem sede no município de Cândido Mota, no estado de São Paulo. É conhecida pela fabricação do vermute Contini e das cervejas Conti.

## História
Com sede no município de Cândido Mota/SP, a família Conte iniciou suas atividades da Casa di Conti em 1947, com o nome de Maria Pagotti Conte & Filhos fabricando diferentes tipos de bebidas. No início da década de 50, a empresa iniciou a produção dos aguardentes Caninha Linda e Caninha Pavãozinho. Nas décadas seguintes, teve reconhecimento nacional com a produção de vinhos aromatizados, com a fabricação do vermute Contini.
Em 2001, a empresa passou a atuar no setor cervejeiro, lançando a Cervejaria Conti, responsável pelas marcas Conti Bier, Conti Malzbier, Samba, 1500 Puro Malte e Zero Grau Conti. Além disso, também produz chopp nas versões claro e escuro.
Em 2011, ampliou sua linha de produtos com a criação da Conti Cola e de outros refrigerantes nos sabores Guaraná, Laranja, Limão, Uva e Tutti Frutti. Em 2014, lançou o energético Big Power.
A empresa atua no mercado nacional e internacional, comercializando seus produtos em diferentes segmentos do setor de bebidas.

## Cervejaria Conti
Em 2001, após mais de 50 anos no setor de bebidas, a empresa passou a atuar na produção de cervejas com a criação da Cervejaria Conti, que iniciou a fabricação da cerveja Conti no mesmo ano.

## Produtos
Além das cervejas Conti, a Casa di Conti produz outros tipos que bebidas, que vão desde bebidas quentes até linha de refrigerantes.
Bebidas Quentes
| Vermutes       | Vodka                   | Ice                         | Conhaque | Aperitivos | Licor          | Catuaba   | Coquetel        | Rum             | Aguardente    |
| -------------- | ----------------------- | --------------------------- | -------- | ---------- | -------------- | --------- | --------------- | --------------- | ------------- |
| Contini Branco | Barkov Vodka            | Barkov Ice Frutas Vermelhas | Contelo  | Riva       | Golden Panther | Dagostosa | Festini Branco  | Timoneiro Ouro  | Vat 45 Ouro   |
| Contini Rosé   | Barkov Frutas Vermelhas | Barkov Ice Maracujá         | Dimel    | Fernet     | -              | Pajé      | Caldezano Tinto | Timoneiro Prata | Vat 45        |
| Contini Rosso  | Barkov Maracujá         | Barkov Ice Laranja          | -        | Dierva     | -              | -         | Carga Rápida    | -               | Cachaça Linda |
| -              | Barkov Maçã Verde       | Barkov Ice Citrus           | -        | Rivari     | -              | -         | Branca de Neve  | -               | -             |
| -              | Barkov Laranja          | Barkov Ice Guaraná          | -        | Jurubeba   | -              | -         | -               | -               | Old Red       |
| -              | Barkov Citrus           | Barkov Ice Kiwi             | -        | Pracura    | -              | -         | -               | -               | -             |
| -              | Polara                  | Barkov Ice Cola             | -        | -          | -              | -         | -               | -               | -             |
| -              | -                       | Barkov Ice Limão            | -        | -          | -              | -         | -               | -               | -             |
| -              | -                       | Contini Ice                 | -        | -          | -              | -         | -               | -               | -             |

Cervejas
| Cerveja Pilsen  | Cerveja Pilsen Puro Malte | Cerveja Malzbier | Chopp              |
| --------------- | ------------------------- | ---------------- | ------------------ |
| Conti Bier      | 1500                      | Conti Malzbier   | Chopp Conti Claro  |
| Conti Zero Grau | Almada                    | -                | Chopp Conti Escuro |
| Samba           | Estrella Galicia          | -                | -                  |
| Burguesa        | Moinho Real               | -                | -                  |

Refrigerantes
| Refrigerantes | Refrigerantes Zero |
| ------------- | ------------------ |
| Conti Cola    | Conti Cola Zero    |
| Guaraná Conti | Guaraná Conti Zero |
| Laranja Conti | -                  |
| Limão Conti   | -                  |
| Uva Conti     | -                  |
| Taubaiana     | -                  |

Energéticos
| Energéticos |
| ----------- |
| Big Power   |